# Royaume de Pagan
849–1297
Entités précédentes :
- Royaume Pyu de Sri Ksetra

Entités suivantes :
- Royaume de Myinsaing
- Royaume d'Hanthawaddy

Le royaume de Pagan (849 — 1297) est considéré comme le premier véritable empire birman.

## Chronologie
L'origine légendaire de la ville de Pagan (aujourd'hui Bagan) est rapportée par la Chronique du Palais de cristal. Au IIe siècle, dix-neuf villages possédant chacun son génie (nat) auraient réuni leurs forces politiques, économiques et religieuses. Un couple de génies, un frère et une sœur, auraient été choisis pour devenir les protecteurs de la ville. Un temple leur est édifié sur le mont Popa, et un culte continue à leur être rendu depuis lors.
Durant la domination du royaume Pyu de Sri Ksetra (~ 200 BC-1050), les Bamas, appartenant au groupe ethnique birman, avaient commencé à s'infiltrer dans le centre de la Birmanie, alors occupé par des Pyus sous l'influence du bouddhisme mahāyāna du Bengale et du Bihar. En 849, Pagan (connu aujourd'hui sous le nom de Bagan) avait émergé comme la capitale d'un royaume puissant qui allait unifier la Birmanie et combler l'espace politique abandonné par les Pyus.

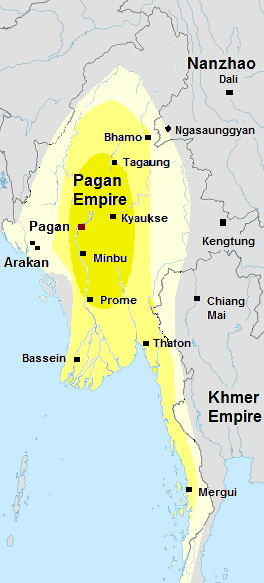
Le royaume de Pagan vers 1200, sous Narapatisithu.

Le royaume grandit dans un relatif isolement, jusqu'au règne d'Anawrahta (1044 – 1077), qui se convertit au bouddhisme theravāda et unifia la Birmanie par sa victoire sur les Môns de Thaton en 1057.  Son pouvoir fut renforcé sous ses successeurs Kyanzittha (1084-1113) et Alaungsithu (1113-1167) : au milieu du XIIIe siècle la plus grande partie de la péninsule indochinoise était sous le contrôle, soit du royaume de Pagan, soit de l'empire khmer.
Le royaume est alors financé par des impôts directs et des obligations de services pour les villages, dirigés par les myothugis (chefs de municipalité). Au fil du temps, de plus en plus de terres sont données à des monastères bouddhistes, puis transformées en villages consacrés à l’entretien du sangha (clergé). La royauté est légitimée à la fois par l’idéologie religieuse et le rôle de défenseur de la foi tenu par le roi. L'irrigation de la plaine de Kyaukse, à l'est de Pagan, assure la prospérité par la production de riz. La région profite aussi de sa place au carrefour des voies commerciales terrestres et maritimes entre la Chine du Sud, l'Inde et les autres pays d'Asie du Sud-Est.

Le royaume de Pagan commença à décliner à mesure que de plus en plus de terres tombaient entre les mains des monastères bouddhistes, non imposables, et les Mongols commencèrent à menacer ses frontières nord. Le dernier vrai roi de Pagan, Narathihapati (règne de 1254 à 1287), se sentit capable de résister aux Mongols et s'avança dans le royaume de Dali (actuelle province du Yunnan) en 1277 pour les affronter. Il fut complètement écrasé à la bataille de Ngasaunggyan, et la résistance de Pagan s'effondra. Narhatipati fut assassiné par un de ses fils en 1287, ce qui précipita l'invasion des Mongols et la prise de la capitale (bataille de Pagan). Pagan ne put jamais regagner sa prééminence. Les Mongols placèrent sur son trône un souverain fantoche et le pays se morcela rapidement. 

## Liste des rois de Pagan
| Nom                | Relation                         | Dates de règne | Notes                                                                                 |
| Thamudarit         |                                  | 107-152        | fondateur (légendaire) de Pagan                                                       |
| ...                |                                  | ...            |                                                                                       |
| Popa Sawrahan      | - usurpateur                     | ?              | chamane, créa en 638 la « petite ère birmane » (en usage jusqu'en 1889)               |
| ...                |                                  | ...            |                                                                                       |
| Pyinbya            | Fils de Khelu                    | 846-886        | transféra la capitale de Tampawadi (moderne Pwasaw) à Bagan                           |
| Tannet             | Fils                             | 886-904        |                                                                                       |
| Sale Ngahkwe       | - usurpateur                     | 904-934        |                                                                                       |
| Theinhko           | Fils                             | 934-956        | 37° roi de la liste traditionnelle                                                    |
| Nyaung-U Sawrahan  | - usurpateur                     | 956-1001       | 38° roi de la liste traditionnelle                                                    |
| Kunhsaw Kyaunghpyû | Fils de Tannet                   | 1001-1021      | renversa le précédent                                                                 |
| Kyisaw             | Fils de Nyaung-U Sawrahan        | 1021-1038      |                                                                                       |
| Sokkate            | Frère                            | 1038-1044      |                                                                                       |
| Anawrahta          | Fils de Kunhsaw Kyaunghpyû       | 1044-1077      | fondateur du premier empire birman†                                                   |
| Sawlu              | Fils                             | 1077-1084      |                                                                                       |
| Kyanzittha         | Frère                            | 1084-1113      |                                                                                       |
| Alaungsithu        | Petit-fils (des deux précédents) | 1113-1167      |                                                                                       |
| Minshinsaw         | Fils                             | 1167           | immédiatement empoisonné par le suivant                                               |
| Narathu            | Frère                            | 1167-1170      | ou Kala-gya Min (renversé par les Indiens)                                            |
| Naratheinkha       | Fils                             | 1170-1174      |                                                                                       |
| Narapatisithu      | Frère                            | 1174-1211      |                                                                                       |
| Htilominlo         | Fils                             | 1211-1235      | ou Nandaungmya (celui qui réclamait le trône)                                         |
| Kyaswa             | Fils                             | 1235-1249      |                                                                                       |
| Uzana I            | Fils                             | 1249-1256      |                                                                                       |
| Narathihapati      | Fils                             | 1256-1287      | vaincu par les Mongols, surnommé Tayoke Pyay Min (le roi qui fuit devant les chinois) |
| Kyawswa            | Fils                             | 1287-1297      | vassal de la dynastie Yuan                                                            |
| Sawhnit            | Fils                             | 1297-1325      | vice-roi de Pagan pour le royaume de Myinsaing                                        |
| Uzana II           | Fils                             | 1325-1369      | vice-roi de Pagan pour le royaume de Pinya, puis pour le royaume d'Ava                |